# Champ-Insel
Die Champ-Insel (russisch Чамп, Tschamp) ist eine unbewohnte Insel des zu Russland gehörenden arktischen Franz-Josef-Lands.

## Geographie

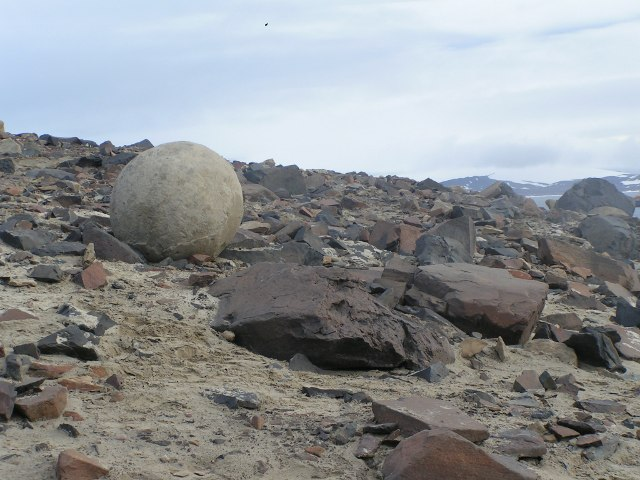
Champ-Insel

Die 374 km² große Champ-Insel liegt zentral im Archipel Franz-Josef-Land. Sie ist die südlichste einer Gruppe von Inseln, die nur durch schmale, fast ganzjährig vereiste Meerengen voneinander getrennt sind und zunächst als eine zusammenhängende Landmasse, Zichy-Land, angesehen wurden. Von der nördlich gelegenen Salisbury-Insel ist die Champ-Insel lediglich durch die nur wenige hundert Meter breite Pondorff-Enge getrennt, von der Luigi-Insel im Nordwesten durch die Cook-Straße. Die Champ-Insel ist stark vergletschert. Ihre Küstenlinie besteht zu mehr als 50 % aus Gletscherabbruchkanten.
Eine geologische Besonderheit sind die zahlreichen Konkretionen – Steine, die sich jeweils um ein zentrales Fossil gebildet haben. Man findet sie besonders an den Kaps der Südküste, Kap Fiume und Kap Triest. Sie stammen aus dem Obertrias und sind oft von perfekter Kugelgestalt mit bis zu drei Metern Durchmesser.
An der südlichen und westlichen Küste gibt es einige Kolonien von Seevögeln. Am häufigsten brüten hier Dreizehenmöwen und Krabbentaucher.

## Geschichte
Die Südostküste der Insel zwischen Kap Fiume und Kap Triest wurde 1874 von der Österreich-Ungarischen Nordpolarexpedition (1872–1874) als Teil von Zichy-Land kartiert, das nach Graf Ödön Zichy (1811–1894), einem der Hauptsponsoren der Expedition, benannt war. Erst die Fiala-Ziegler-Expedition (1903–1905) stellte den eigenständigen Charakter der Insel fest. Anthony Fiala benannte sie nach William S. Champ, der die in Not geratenen Männer 1905 gerettet hatte.